# 日比美思
日比美思（日语：／ Hibi Mikoto，1998年9月20日—）是日本的女演員、寫真偶像、歌手、前Dream5主唱。神奈川縣出生，愛貝克思管理所屬藝人。身高167公分，血型B型。

## 經歷
- 2009年，參加NHK教育頻道節目天才「天才兒童MAX」中「天才兒童MAX音樂單元（簡稱MTK）」的全國公開招募活動，通過選拔組成5人團體「Dream5」，擔任團體中主唱角色。
- 2013年，首次演出舞台劇「PIRATES OF THE DESERT」[2]。
- 2014年，團體「Dream5」演唱電視動畫《妖怪手錶》片尾曲《妖怪體操第一（日语：Break_Out/ようかい体操第一）》意外在日本爆紅，獲得第56回日本唱片大獎的「特別獎」，並受邀參加NHK「紅白歌唱大賽」演出[1]。
- 2016年，12月唱片公司宣布團體「Dream5」解散[3]。開始以個人身份從事演藝工作。
- 2017年，7月首次演出電視劇《真的要去航海》[4]。

## 演出
- 團體「Dream5」活動參考（2016年底解散）

### 電視劇
| 播出年份 | 播出日期           | 集數     | 戲劇名稱                                     | 首播頻道     | 角色       | 備註        |
| -------- | ------------------ | -------- | -------------------------------------------- | ------------ | ---------- | ----------- |
| 2017年   | 7月3日－31日       | 全劇     | 真的要去航海                                 | MBS          | 鵜川杏樹   | [ 4 ]       |
| 2017年   | 7月18日－9月19日   | 全劇     | 我們做了個炸彈                               | 富士電視台   | 女學生     | [ 5 ] [ 6 ] |
| 2017年   | 10月22日           | 全劇     | 像青鳥之類                                   | 富士TWO      |            | [ 7 ]       |
| 2017年   | 12月4日－25日      | 全劇     | 咲-Saki-阿知賀編 episode of side-A           | MBS          | 弘世菫     | [ 8 ]       |
| 2018年   | 1月8日             | 全劇     | 咲-Saki-阿知賀編 episode of side-A「特別編」 | MBS          | 弘世菫     | [ 8 ]       |
| 2018年   | 3月5日             | 第8集    | 往名古屋的最後一班列車 第六輯                | 名古屋電視台 | 工藤愛子   | [ 9 ]       |
| 2018年   | 7月17日            | 第1集    | 健康而有文化的最低限度生活                   | 富士電視台   | 大道優子   | [ 10 ]      |
| 2018年   | 12月1日－2019年1月 | 全劇     | 櫻的親子丼2                                  | 東海電視台   | 白鳥瑪莉亞 | [ 11 ]      |
| 2019年   | 1月6日－3月10日    | 全劇     | 3年A班-從此刻起，大家都是我的人質-           | 日本電視台   | 小宮山愛華 | [ 12 ]      |
| 2021年   | 7月31日－9月18日   | 全劇     | 盛夏的少年～19452020                         | 朝日電視台   | 伊藤沙織   | [ 13 ]      |
| 2022年   | 4月25日            | 第2集    | 戀愛何必認真？                               | 富士電視台   |            |             |
| 2022年   | 7月7日－           | 全劇     | Octo～感情搜查官 心野朱梨～                  | 日本電視台   | 北村聰子   | [ 14 ]      |
| 2023年   | 5月21日            | 第4集    | 週日晚上左右…                                | 朝日電視台   | 美知瑠     |             |
| 2023年   | 10月29日－         | 第2集    | SEXY田中小姐                                 | 日本電視台   | 實花       |             |
| 2024年   | 1月12日－3月15日   | 全劇     | 我很喜歡你，那你呢？                         | 讀賣電視台   | 飯島冴子   |             |
| 2024年   | 5月5日－5月12日    | 第4、5集 | 我要搶走妳的戀人。                           | 朝日電視台   | 雪緒       |             |
| 2025年   | 6月18日            | 第10集   | Dr.阿修羅                                    | 富士電視台   | 奥西千尋   |             |
| 2025年   | 6月20日－          |          | 世界上最早的春天                             | MBS          | 霧里       |             |

### 電影
| 上映年份 | 上映日期 | 電影名稱                           | 角色   | 備註   |
| -------- | -------- | ---------------------------------- | ------ | ------ |
| 2018年   | 1月20日  | 咲-Saki-阿知賀編 episode of side-A | 弘世菫 | [ 8 ]  |
| 2019年   | 6月7日   | 町田君的世界                       |        | [ 15 ] |

### 網路劇
- 護花野獸（日语：花にけだもの）（2017年10月30日－2018年1月1日，dTV、富士電視台）：飾演

### 舞台
- PIRATES OF THE DESERT（2013年7月、シアターグリーン） - ラナー 役 [16]
- PIRATES OF THE DESERT　Ⅱ 〜アカツキ国の牢獄〜（2014年10月、シアターグリーン） - ラナー 役 [17]
- MOON&DAY〜うちのタマ知りませんか？〜（2016年9月、草月ホール） - 佐原涼子 役[18]
- 真・三國無双（2017年2月、全労済ホール スペース・ゼロ） - 貂蝉 役
- PIRATES OF THE DESERT 3（2017年4月、シアターグリーン） - ラナー 役[19]
- 陽だまりの樹（2021年3月5日 - 14日、ヒューリックホール東京 / 3月27日・28日、梅田芸術劇場 シアタードラマシティ）- おせき 役

## 書籍

### 雜誌
- 週刊Playboy 51號（2017年12月4日－，集英社）－封面＆卷頭模特兒[1]

### 寫真集
- 日比美思1st写真集『朝⾷ってビュッフェですか』（2024年11月30日、玄光社）ISBN 978-4768319963

## 外部連結
- 日比美思官方個人介紹頁 （页面存档备份，存于）（日語）
- 日比美思的X（前Twitter）（日語）
- 日比美思的Instagram帳戶（日語）